# 计算科学家
计算科學家（英語：computational scientist）是指一類具有資深信息与计算科学，统计学，应用数学等知識，並從事相關研究的人物。计算科学家是科学计算的专业人员，通常是科学家，统计学家或应用数学家，以不同的方式应用高性能计算，有时云计算来推进各自应用学科的最新技术。因此，科学计算越来越多地影响了许多领域，例如经济学，生物学，法律和医学等等。因为计算科学家的工作通常适用于科学和其他学科，所以他们不一定专门接受计算机科学的培训（尽管经常使用计算机科学的概念）。计算科学家通常是研究人员在学术大学，国家实验室或公司。
计算科学常被认为是科学的第三种方法，是实验/观察和理论这两种方法的补充和扩展。
计算科学的本质是数值算法以及计算数学。在发展科学计算算法、程序设计语言的有效实现以及计算结果确认上，人们已经做出了实质性的努力。计算科学中的一系列问题和解决方法都可以在相关文献中找到。

## 代表人物
- 曾匀
- 范剑青